# Lithacodia biaccentuata
Lithacodia biaccentuata är en fjärilsart som beskrevs av Emilio Berio 1973. Lithacodia biaccentuata ingår i släktet Lithacodia och familjen nattflyn. Inga underarter finns listade i Catalogue of Life.